# Montbard
Montbard – miejscowość i gmina we Francji, w regionie Burgundia-Franche-Comté, w departamencie Côte-d’Or.
Według danych na rok 1990 gminę zamieszkiwało 7108 osób, a gęstość zaludnienia wynosiła 153 osoby/km² (wśród 2044 gmin Burgundii Montbard plasuje się na 26. miejscu pod względem liczby ludności, natomiast pod względem powierzchni na miejscu 42.).
Urodził się tutaj Georges-Louis Leclerc, hrabia de Buffon, francuski filozof, przyrodnik i matematyk, członek Akademii Francuskiej.

## Historia
Niedaleko Montbard znajduje się Opactwo Fontenay założone przez św. Bernarda z Clairvaux w 1118. W 1707 w Montbard urodził się Georges-Louis Leclerc, hrabia de Buffon, francuski filozof, przyrodnik i matematyk i członek Akademii Francuskiej. W 1813 popełnił tu samobójstwo francuski generał Jean Andoche Junot.

### Bitwa o Montbard
W dniach 16–17 czerwca 1940 r. polska 10 Brygada Kawalerii Pancernej gen. Stanisława Maczka stoczyła walkę o Montbard, w celu osłony odwrotu francuskiego korpusu przez Kanał Burgundzki, wypierając z miasta oddziały niemieckie. Straty polskie wyniosły - 17 poległych i 30 rannych żołnierzy oraz trzy czołgi. Po stronie niemieckiej zginęło 60 żołnierzy, kilkunastu wzięto do niewoli. Mimo to zwycięska bitwa nie umożliwiła zdobycia przepraw a przerzucony most został wysadzony w powietrze. Gen. Maczek zdecydował się zatem opuścić miasto.

## Współpraca
Miejscowość partnerska:
- Couvin, Belgia